# Chromonephthea hirotai
Chromonephthea hirotai är en korallart som först beskrevs av Huzio Utinomi 1951.  Chromonephthea hirotai ingår i släktet Chromonephthea och familjen Nephtheidae. Inga underarter finns listade i Catalogue of Life.